# Zürcher Bibel von 1531
Die Zürcher Bibel von 1531, auch bezeichnet als Froschauer-Bibel von 1531, ist eine Übersetzung der Bibel aus der hebräischen, aramäischen und griechischen Sprache ins Deutsche, die 1531 in der Offizin von Christoph Froschauer in Zürich gedruckt wurde. Im gesamten Neuen Testament und in grossen Teilen des Alten Testaments handelt es sich um eine Bearbeitung der Übersetzung Martin Luthers. Die biblischen Prophetenbücher wurden von dem Kreis um Huldrych Zwingli unabhängig von der Lutherbibel, aber mit Benutzung der Wormser Propheten übersetzt. Die Neuübersetzung der poetischen Bücher, darunter der Psalmen, ist eine eigenständige Arbeit der Zürcher Gelehrten.
Die zweibändige Prachtausgabe in Folio trägt den Titel: Die gantze Bibel der vrsprünglichē Ebraischen und Griechischen waarheyt nach/ auffs aller treüwlichest verteütschet. Sie ist reich illustriert, teilweise mit Holzschnitten nach Zeichnungen Hans Holbeins des Jüngeren. Eine wahrscheinlich von Leo Jud verfasste Vorrede zeigt starke Beeinflussung durch Erasmus von Rotterdam. Aufwendig erarbeitete Beigaben wie ein Stichwortregister, Inhaltsangaben (Kapitelsummarien), Glossen und Parallelstellen erschliessen den Text.

## Sprache der Zürcher Bibel
Die Sprache der Zürcher Bibel kann nicht mit der Sprache Zwinglis gleichgesetzt werden. Der Zürcher Reformator wirkte, anders als Luther, mehr durch seine Predigten als durch seine gedruckten Schriften. Er predigte stets frei und hatte grossen Zulauf. Heinrich Bullinger zufolge sprach Zwingli im schlichten Volkston: «er redt gar Landtlich». Walter Schenker schliesst daraus, dass es Zwingli wichtiger gewesen sei, «mit seiner Sprache möglichst alle sozialen Schichten in seiner Region zu erreichen als in möglichst allen deutschen Regionen verstanden zu werden».
Die ersten Neuen Testamente, die Froschauer in Zürich druckte, waren Bearbeitungen von Basler Nachdrucken der Lutherübersetzung und wiesen den altschweizerisch-mittelhochdeutschen Vokalismus auf; sie bewahrten die alten Langvokale ī/ȳ, ū und ǖ, was der damals in der Eidgenossenschaft üblichen Kanzleisprache entsprach. Damit unterschieden sie sich deutlich von der Lutherbibel mit ihrer neuhochdeutschen Diphthongierung (ei/ey, au, äu/eu). Aber seit 1527 übernahm Froschauer für die Zürcher Bibeln diese neuhochdeutsche Diphthongierung. Möglicherweise wollte er über den alemannischen Raum hinaus einen grösseren Kundenkreis in Mitteldeutschland ansprechen. Die neuhochdeutsche Monophthongierung wurde in der Zürcher Bibel hingegen nicht übernommen. Man liest deshalb in der Zürcher Bibel ie, ů, ue, wo die Lutherbibel ī, ū, ü/u hat. Ein Beispiel (Apg 2,37 ):
- Luther 1522: yhr menner lieben bruder/ was sollen wyr thun?
- Zürich 1531: Ir menner lieben brueder/ was soellend wir thůn?

Wo immer die Übersetzer der Zürcher Bibel die Lutherbibel als Vorlage nutzten, übernahmen sie auch weitgehend deren Syntax. Werner Besch charakterisiert die Lutherbibel als Vorlesebuch: «Kleinere Aussage-Einheiten in Schritt-für-Schritt-Abfolge, das Verstehen additiv absichernd, denn ein Hörer kann ja nicht zurückblättern wie ein Leser.» In den biblischen Büchern, bei denen die Zürcher von der Lutherbibel unabhängig waren, bevorzugten sie den hypotaktischen Stil mit dem finiten Verb in Endstellung.
Im Formensystem und Wortschatz zeigt die Zürcher Bibel gegenüber der Lutherbibel ihre «alemannische Selbständigkeit».
Bei der Flexion des Verbs werden in Froschauers Bibeln wie in der eidgenössischen Kanzleisprache Indikativ Plural und Konjunktiv Plural unterschieden:
- Indikativ: wir / yr / sy machend.
- Konjunktiv: wir / yr / sy machind.

Ein Beispiel für diesen Konjunktiv (Mk 15,32 ):
- Luther 1522: Er steyge nu von dem creutze/ das wyr sehen vnd glewben.
- Zürich 1531: Er steyge nun von dem creütz/ das wir sehind vnd glaubind.

Häufig tauschten die Zürcher Übersetzer fremd wirkende lexikalische Ausdrücke der Lutherbibel aus; ein Beispiel (Röm 9,21 ):
- Luther 1522: Hat nicht eyn topffer macht/ auß eynem klumpen zumachen eyn faß?
- Zürich 1531: Hat nicht ein hafner macht/ auß einem leimklotzen zemachen ein geschirr?

Nach der Analyse von Walter Schenker sind fast die Hälfte dieser von den Zürcher Übersetzern in den Luthertext eingesetzten Lexeme nur regional verständlich. Die Lutherbibel strebe durch eine Öffnung des Ostmitteldeutschen zum Bairischen hin überregionale Verständlichkeit an, die Zürcher Bibel gerade nicht. Walter Haas zufolge ging es aber weniger darum, einen unverständlichen Luthertext überhaupt verständlich zu machen, als ihm «etwas von seiner Fremdheit [zu] nehmen und damit seine Akzeptanz [zu] erhöhen».

## Gemeinschaftswerk oder «Zwinglibibel»?
Die Wittenberger Bibelübersetzung ist als «Lutherbibel» bekannt. Sie wurde 1534 fertiggestellt, drei Jahre nach der Zürcher Bibel. Die Bezeichnung «Lutherbibel» lässt ausser Acht, wie viel Philipp Melanchthon mit seiner Kenntnis des Griechischen und Hebräischen hierzu beitrug. Melanchthon und die anderen Mitglieder des Wittenberger Übersetzerteams arbeiteten aber Luther zu, dem allerdings die Entscheidung über alle strittigen Punkte zustand. Insofern ist die Biblia Deudsch in der Tat Luthers Bibel.
Zwingli hatte nicht den Anspruch, in vergleichbarer Weise wie Luther die Übersetzungsarbeit zu dominieren. Die Kollegialität stand im Vordergrund. Die in Zürich erarbeitete Bibel wurde deshalb nicht als «Zwinglibibel» bekannt, sondern als Zürcher Bibel oder (nach dem Drucker) Froschauer-Bibel. In der Forschung ist umstritten, wie gross Zwinglis Anteil an diesem Gemeinschaftswerk ist.

### Zürcher «Prophezei»
Nach dem Vorbild des Collegium trilingue, das Erasmus in Leuven gegründet hatte, hatte Zwingli seit 1523 eine Einrichtung zum Studium der biblischen Sprachen geplant. Das Chorherrenstift am Grossmünster sollte nicht wie die Fraumünsterabtei aufgelöst, sondern in eine Bildungseinrichtung umgewandelt werden. Diese nahm am 19. Juni 1525 ihre Lehrtätigkeit auf. Da Zwingli das Auslegen der Bibel mit Bezug auf 1 Kor 14,29  als «Prophezeien» bezeichnete, erhielt die Einrichtung den Namen Prophezey. Zunächst im Chor des Grossmünsters, später in der Michaelskapelle bzw. im Winter in der Chorherrenstube fanden täglich (ausser freitags und sonntags) öffentliche Bibellektionen statt.
Wilfried Kettler betont, dass die Zürcher Bibel von 1531 ein «Gemeinschaftswerk der Prophezei» gewesen sei, eine «Frucht» der fortlaufenden Bearbeitung der biblischen Bücher in dieser Einrichtung. In Zwinglis exegetischen Schriften erkennt er die Arbeitsgänge der Prophezei wieder: erst die Übersetzung einer hebräischen Formulierung ins Lateinische, dann der Blick in die Septuaginta, schliesslich die theologische Diskussion darüber. An der Zürcher Bibel von 1531 waren demnach alle acht Lehrkräfte beteiligt, die diesem Kreis lang oder kurz angehörten – ausser Zwingli und Jud der früh verstorbene Hebraist Jakob Ceporin, Konrad Pellikan, Kaspar Megander, Johann Jakob Ammann, Rudolf Collin und Oswald Myconius. Eine Zuordnung bestimmter biblischer Schriften an eine dieser Personen ist nur bei den Apokryphen möglich, die Leo Jud allein übersetzte. Walter Schenker nimmt an, dass Zwingli bei der Erstellung der Zürcher Bibel «die allgemeinen Anweisungen» gegeben habe und die Durchführung im exegetischen Bereich eine Gemeinschaftsarbeit der Prophezei gewesen sei, bei den regionalen Lexemalternativen zur Lutherbibel auch des Druckers.

### Zwingli als Übersetzer
Traudel Himmighöfer schätzt Zwinglis persönlichen Anteil an der Zürcher Bibel von 1531 sehr hoch ein. Zwingli verdanke zwar viel der gemeinsamen exegetischen Arbeit in der Prophezei. Er sei aber «selbst der Übersetzer und Glossator schon der ersten Zürcher Teileditionen gewesen»; seine teils philologisch, teils theologisch begründeten Übersetzungsentscheidungen seien «bis zur letzten zu seinen Lebzeiten erarbeiteten Bibelausgabe maßgeblich geblieben». Da er letztverantwortlich für die Gestaltung des Werks gewesen sei, sei auch die Bezeichnung «Zwinglibibel» vertretbar.
Himmighöfer verweist darauf, dass Übersetzungsentscheidungen und Glossen mit Zwinglis exegetischen Schriften übereinstimmen. Die Bücher, von denen man weiss, dass Zwingli sie besass und nutzte, sind auch die Arbeitsinstrumente, die für die Zürcher Bibeln bis 1531 herangezogen wurden: vor allem das Novum Testamentum omne des Erasmus mit dessen lateinischer Übersetzung und Anmerkungen (Annotationes), die Septuaginta und Johannes Reuchlins Einführung ins Hebräische (De rudimentis hebraicis).

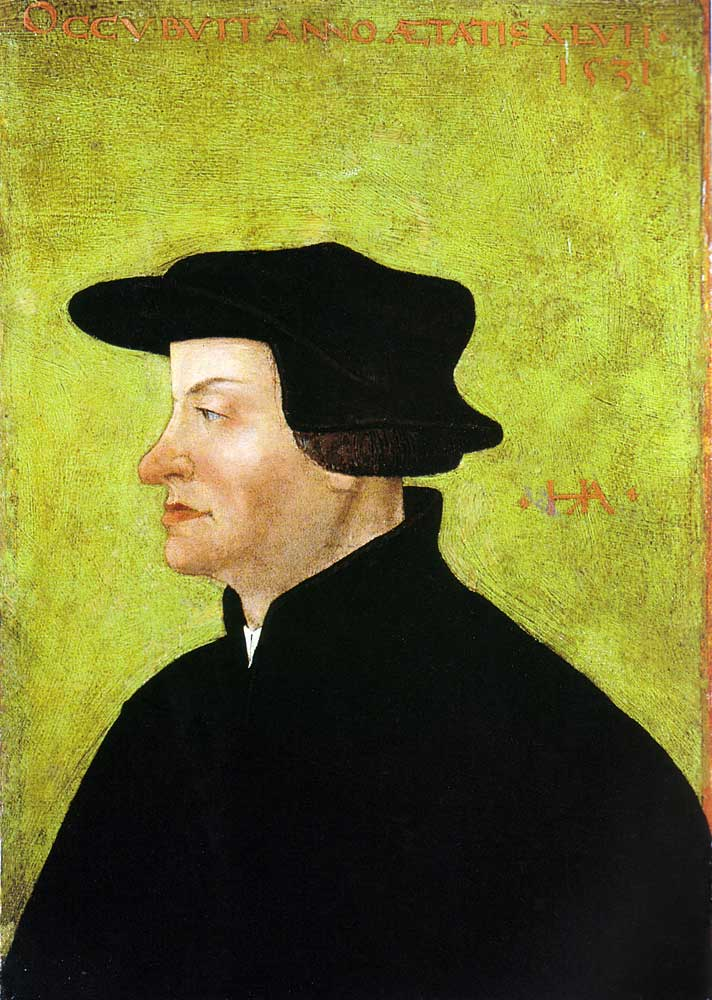
Postumes Porträt Zwinglis (Hans Asper, nach 1531, Kunst Museum Winterthur – Beim Stadthaus)

Zwinglis hebräische Bibel ist nicht erhalten. Da er in einer Anmerkung seines lateinischen Jeremiakommentars auf einen Druckfehler in Jer 39,12  hinweist, muss er ein Exemplar der zweiten Auflage der Rabbinerbibel in Quart besessen haben. Reuchlins De rudimentis hebraicis war anscheinend das einzige Lehr- und Wörterbuch Zwinglis für die Arbeit am hebräischen Text. Wenn er damit nicht weiterkam, griff er mit Vorliebe auf die antike griechische Übersetzung der Septuaginta zurück, nur ausnahmsweise auf die lateinische Vulgata.
Zwingli besass eine griechische Vollbibel (Sacrae Scripturae veteris novaeque omnia), die 1518 in der Offizin von Aldus Manutius in Venedig gedruckt worden war und die er intensiv durcharbeitete. Beim Marburger Religionsgespräch 1529 zitierte er daraus. Der Reformator war besonders daran interessiert, die innere Verbundenheit von Altem und Neuem Testament aufzuzeigen. Er erklärte die Bedeutung neutestamentlicher griechischer Begriffe gern durch den Sprachgebrauch der Septuaginta und blätterte dabei in seiner griechischen Vollbibel sozusagen zwischen dem vorderen und dem hinteren Teil hin und her.
Ein Beispiel für die Benutzung des Novum Testamentum omne ist der Umgang mit dem Comma Johanneum (1 Joh 5,7-8 ). Erasmus liess diese traditionelle Belegstelle für die Trinitätslehre in seinen beiden ersten Editionen des griechischen Neuen Testaments aus, da sie in den griechischen Handschriften fehlte. Als Arianer kritisiert, war er dann aber genötigt, sie in der dritten Auflage 1522 aufzunehmen. In der Zürcher Bibel 1531 ist das Comma Johanneum enthalten, aber klein gedruckt und in einer Formulierung, welche die Erläuterung des Erasmus in den Annotationes aufnimmt: die drei dienen jn eins. Zwingli gefiel offenbar, dass Erasmus (über den griechischen Text hinausgehend) die Funktionseinheit der Trinität betonte; in seinem Kommentar zum 1. Johannesbrief zitierte er Erasmus an dieser Stelle wörtlich.
Der Zürcher Bibel 1531 zufolge war der Apostel Paulus verheiratet, denn im Brief an die Philipper (Phil 4,3 ) wendet er sich an seine Ehefrau: Ja ich bitten auch dich mein eygentlicher und Eelicher gemahel … Der griechische Text lässt diese Deutung zu, die lateinische Übersetzung der Vulgata aber nicht, und Luther hielt sich an dieser Stelle an die Vulgata. Erasmus hatte aber in den Annotationes darauf hingewiesen, dass verschiedene griechische Theologen meinten, Paulus sei verheiratet gewesen. In seiner Auslegung des Philipperbriefs stimmte Zwingli Erasmus zu.
Unterschiedliche Zugänge zum Abendmahl in Wittenberg und Zürich spiegeln sich in den jeweiligen Bibelübersetzungen. Den bei der christlichen Mahlfeier verwendeten Kelch (1 Kor 10,16 ) bezeichnete Luther im Septembertestament 1522 als kilch der benedeyung (= Segnung), die Zürcher Bibel 1531 dagegen als kelch der dancksagung. Gemäss dem Grundsatz, dass Christus nur sich selbst geopfert habe und seitdem kein (Mess-)Opfer mehr nötig sei, ging Zwingli gegen Luthers häufige Verwendung des Verbs «opfern» im Neuen Testament vor und ersetzte es, wo das möglich war. Er bemühte sich, so Himmighöfer, «die Reformation in die Verwendung der Sprache hineinzutragen und sie durch seinen besonderen Sprachgebrauch weiter voranzutreiben».
Eine Eigenheit der Zürcher Bibel ist die Wiedergabe eines Wortes in der Ausgangssprache durch eine «den Textsinn oft ertastende Häufung von sinnverwandten Wörtern und erklärenden Umschreibungen» in der Zielsprache. Walter Schenker findet diese Doppel- und Mehrfachübertragungen auch in Bibelzitaten in den Predigten und Schriften Zwinglis. Sie seien für den Zürcher Reformator kennzeichnend, die Grenze zwischen Übersetzung und Kommentar sei bei ihm fliessend. Er sieht hier ein von Luther abweichendes Bemühen um den gemeinen Mann als Leser der Bibelübersetzung. Luther wolle ausweislich des Sendbriefs vom Dolmetschen die Rede des gemeinen Manns nachahmen und dadurch eingängig sein. Zwingli wolle dem Leser «den Bibeltext möglichst genau vermitteln, wobei er um der Didaktik willen das Deutsche auch preisgeben kann». Walter Haas weist darauf hin, dass Dopplungen besonders in juristischen Texten ein beliebtes rhetorisches Schmuckmittel waren. Das, was dem heutigen Leser schwerfällig erscheint, konnte im 16. Jahrhundert stilistisch beeindrucken.
Trotzdem konstatiert Wilfried Kettler, dass der originale hebräische oder griechische Wortsinn in der Zürcher Bibel von 1531 häufig nicht korrekt erfasst wurde. Es handle sich aber nicht um eine absichtlich tendenziöse Übertragung, sondern um ein Ringen der Übersetzer mit hebräisch-aramäischen oder griechischen Texteditionen, die verglichen mit heutigen wissenschaftlichen Textausgaben mangelhaft waren. Oft waren Sätze im Lauf der Überlieferung so entstellt worden, dass sie eigentlich unübersetzbar waren. Aufgrund der von ihm verglichenen Textpassagen in der Zürcher Bibel und der Lutherbibel urteilt Kettler, dass beide sich um die Erfassung des Urtextes und dessen Wiedergabe in der Volkssprache bemühten. Beispielsweise in den Psalmen treffe mal Luther, mal die Zürcher den hebräischen Sinn besser. Eine Wertung, welche Übersetzung insgesamt genauer sei als die andere, sei daher unmöglich. Auch Himmighöfers Urteil fällt ambivalent aus: Der bibelphilologische Ansatz der Zürcher habe verglichen mit dem Luthertext teilweise eine grössere Genauigkeit erreicht, sei aber anderenteils auch oft ins Gegenteil umgeschlagen, indem Umschreibungen, Zusätze und Kommentare in den übersetzten Text übernommen wurden, der sich somit vom Urtext entfernte.

## Vorstufen der Zürcher Bibel von 1531
Luthers Übersetzung ist bei allen Büchern des Neuen Testaments Vorlage für die Zürcher Bibel. Im Alten Testament wurde die Lutherbibel bei der Bearbeitung des Pentateuchs und der Geschichtsbücher (also von der Genesis bis zum Buch Ester) herangezogen. Unabhängig von Luther war das Zürcher Übersetzerteam dagegen bei den sprachlich schwierigsten Büchern der Hebräischen Bibel, den Prophetenbüchern und den poetischen Schriften, darunter dem Buch der Psalmen.

### Bearbeitungen der Lutherübersetzung
Luthers Übersetzung des griechischen Neuen Testaments in die frühneuhochdeutsche Sprache druckte Melchior Lotter 1522 in Wittenberg (Septembertestament). Seine 3000 Exemplare waren schnell verkauft. Im ganzen deutschen Sprachgebiet war der Nachdruck von Luthers Neuem Testament und der dann in Lieferungen erscheinenden Teile des Alten Testaments finanziell sehr attraktiv; es waren auch diese Nachdrucke und weniger die Produkte der Wittenberger Druckereien, die Luthers Übersetzung weit bekannt machten. Nachdruck hiess nicht einfach Kopie des Wittenberger Textes, sondern dessen «Einpassung» in die regionale Sprachform des Druckorts.
Noch bevor Lotter Ende 1522 die korrigierte zweite Auflage (Dezembertestament) gedruckt hatte, hatte sein Basler Konkurrent Adam Petri einen Nachdruck unter dem Titel Das new Testament yetzund recht grüntlich teutscht auf den Markt gebracht. Ebenso wie Lotter gab Petri nicht an, wer der Übersetzer war. Das war allerdings bekannt. Der Bibliothekar des Klosters St. Margarethental in Kleinbasel notierte in Petris Neuem Testament: Es sei als man achtet von M. Luthero gemacht […] wiewol sin nam niená verzeichnet ist. Petris Basler Nachdruck war eine vorsichtige «Einpassung» des Luthertextes in die Sprachform der Region Basel. Er wurde auch in Zürich rege gekauft und gelesen. Bei der Ersten Zürcher Disputation äusserte sich Zwingli Anfang 1523 sehr positiv über dieses deutschsprachige Neue Testament. Die Pfarrer forderte er auf: … kouff ein yeder ein nüw testament in latin oder in tütsch, wo er das latin nitt recht verstuend …
In Zürich scheint um die Jahreswende 1523/1524 der Entschluss gefallen zu sein, selbst Bibeltexte zu drucken und sich von Editionen anderer Druckorte unabhängig zu machen. Zielgruppe waren die reformierten Pfarrer als Multiplikatoren, aber auch die Schüler und die lesekundige Bevölkerung überhaupt. Die Initiative hierzu scheint von den Reformatoren Huldrych Zwingli und Leo Jud und dem kirchenpolitisch interessierten Drucker Christoph Froschauer ausgegangen zu sein. Dazu griff man nach Luthers bereits berühmtem Septembertestament in Petris Basler Nachdruck vom Dezember 1523. Die noch recht vorsichtigen Anpassungen Petris an die eigene, vom Schweizer Humanismus hochgeschätzte «lantliche» Sprache sind im Zürcher Neuen Testament viel konsequenter durchgeführt und gehen einher mit einer philologisch genauen Überprüfung von Luthers Übersetzung am griechischen Text. Indizien deuten darauf hin, dass Zwingli selbst diese Bearbeitung der Lutherübersetzung für den Zürcher Druck durchführte.

### Benutzung der Wormser Propheten

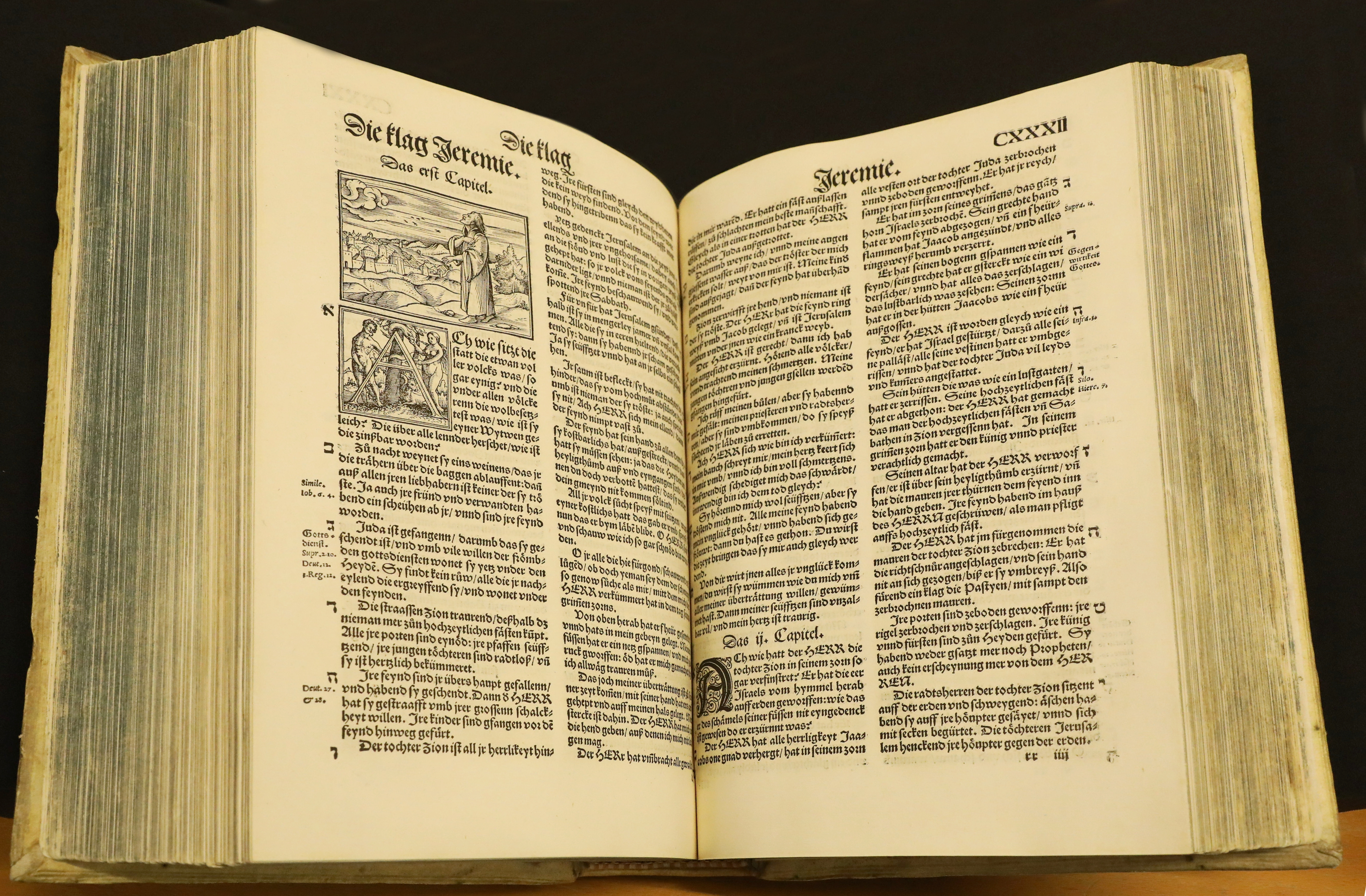
Beginn der Klagelieder Jeremias in der Zürcher Bibel von 1531, Teil 2, fol. cxxxi^{v}: Der hebräische Text ist eine nach dem Alphabet geordnete Dichtung; die Zürcher Bibel macht das durch hebräische Buchstaben am Seitenrand kenntlich (Zentralbibliothek Zürich).

Die Wittenberger Übersetzung des Alten Testaments kam zunächst zügig voran. Sie wurde in Wittenberg in Lieferungen gedruckt, immer mit folgenden Nachdrucken in Basel, die dann für den Druck in Zürich noch einmal überarbeitet wurden. Als Beigabe erhielt Froschauers Druck der historischen Bücher des Alten Testaments (1524, laut Kolophon 1525) eine Heiligland-Karte, die auf eine Karte Lukas Cranachs des Älteren zurückgeht. Sie wurde in Zürich versehentlich seitenverkehrt gedruckt und findet sich in späteren Bibelausgaben Froschauers nicht mehr.
Aber bei den Prophetenbüchern geriet der Wittenberger Übersetzerkreis um Luther ins Stocken. Das hatte mehrere Gründe: Der Bauernkrieg, Luthers Krankheiten, sein Streit mit Erasmus um den freien Willen und sein Streit mit Zwingli um das Abendmahl liessen zeitweise keine Kapazitäten für die Übersetzungsarbeit übrig. Und so wurde Luther zweimal überholt: in Worms und in Zürich.
Die erste Übersetzung der Prophetenbücher ins Deutsche druckte Peter Schöffer 1527 in Worms: Alle Propheten / nach Hebraischer sprach verteutschet, die sogenannten Wormser Propheten. Sie waren von Ludwig Hätzer und Hans Denck erarbeitet worden, zwei Humanisten, die der radikalen Reformation bzw. der Täuferbewegung zugerechnet werden. Man nimmt an, dass Hätzer und Denck von jüdischen Gelehrten beraten wurden. Luther urteilte, Hätzer und Denck hätten zwar kunst und vleyß gezeigt, seien aber nicht rechtgläubig und könnten deshalb auch nicht trewlich dolmetzschen. Auch Zwingli erkannte an, dass die Übersetzung Hätzers und Dencks sprachlich gut und sorgfältig gearbeitet sei. Trotzdem solle man sich mit Grausen von ihr abwenden, da die Verfasser gefährliche Sektierer gewesen seien. Die Wormser Prophetenübersetzung verkaufte sich sehr gut. Zwingli fühlte sich deshalb angespornt, eine eigene, rechtgläubige Prophetenübersetzung aus Zürich dagegenzusetzen – und das möglichst schnell. Dafür liess er unter anderem als Vorarbeit eine Übersetzung der Bücher Jesaja und Jeremia aus dem Hebräischen ins Lateinische unter seinem Namen drucken.
Wie stark die Wormser Propheten für die 1529 fertiggestellte Zürcher Prophetenübersetzung als Hilfsmittel genutzt wurden, war von Buch zu Buch unterschiedlich: Nach der Analyse von Himmighöfer ist das Buch Daniel komplett von den Wormser Propheten übernommen. Im Zwölfprophetenbuch wechseln selbständig übersetzte Textpassagen mit aus den Wormser Propheten übernommenen Sätzen ab; letztere wurden ähnlich überarbeitet, wie die Zürcher das auch mit der Lutherübersetzung machten. In den Büchern Jesaja, Jeremia (mit Klageliedern) und Ezechiel ist die Zürcher Prophetenübersetzung weitgehend selbständig, aber nicht ohne Konsultation der Wormser Propheten entstanden. Das lässt sich damit erklären, dass Froschauer die Frankfurter Frühjahrsmesse 1529 mit der Zürcher Prophetenübersetzung beliefern wollte, was einen zunehmenden Zeitdruck bei der Übersetzungsarbeit zur Folge hatte. Proportional stieg die Abhängigkeit von der Wormser Übersetzung. Das Buch Daniel wurde als letztes angegangen und musste in knapp drei Wochen fertig sein – das gelang nur durch ein Textplagiat.
Die unterdessen in Lieferungen erschienene Wittenberger Prophetenübersetzung hätten die Zürcher bei ihrer Arbeit nutzen können; das geschah aber nicht. Vielmehr brach «der direkte Kontakt zur Lutherübersetzung ab: die Abhängigkeit von der führenden deutschreformatorischen Übersetzerpersönlichkeit ist mit den Zürcher Propheten zu Ende».

### Neuübersetzung der poetischen Bücher
Die poetischen Schriften des Alten Testaments umfassen die Bücher Ijob, Psalmen, Sprichwörter, Kohelet und Hoheslied. 1525 druckte Froschauer eine Zürcher Bearbeitung von Petris Basler Nachdruck der Wittenberger Übersetzung dieser Schriften. Diese beschränkte sich auf sprachlich-dialektale Anpassungen; die Zürcher boten kaum alternative Übersetzungen oder selbst erarbeitete Glossen. Der Grund dafür sind die Schwierigkeiten insbesondere des hebräischen Buchs Ijob, die man anscheinend noch nicht anfassen wollte. Denn der Verfasser der Ijobdichtung hatte eine Vorliebe für ungewöhnliche Wörter. Oft kommen sie nur hier in der Hebräischen Bibel vor (Hapax legomena).
Aber bei der Zürcher Bibel von 1531 war es dann so weit: Die Zürcher konnten eine völlige Neuübersetzung der poetischen Schriften vorlegen. Zwingli hatte dafür eine Reihe von Vorarbeiten geleistet: 1530 fertigte er eine Übersetzung des Buchs Ijob ins Lateinische an. Besonderheiten dieses lateinischen Ijob-Textes finden sich dann in der Zürcher Bibel von 1531 wieder. «Hier wie dort erfolgt eine enge Orientierung am Wortlaut der von Zwingli bevorzugten Septuaginta, zu deren Gunsten oftmals die Lutherübersetzung auf der einen Seite und die Vulgata auf der anderen Seite zurücktreten müssen.» Termini, die Zwingli theologisch verdächtig waren, wie «selig» und «segnen», wurden gezielt vermieden. Bereits 1525 hatte Zwingli die Psalmen ins Deutsche übersetzt. Das war ein privates Manuskript zur Vorbereitung seiner Predigtreihe über die Psalmen. Hier zeigt sich eine Orientierung am Septuaginta-Psalter, dessen Zählung Zwingli übernahm (Luther und die meisten modernen Bibelübersetzungen folgen der Psalmzählung der Hebräischen Bibel). Die Spur der Übersetzung Zwinglis von 1525 lässt sich in den Psalmen der Zürcher Bibel von 1531 immer wieder aufzeigen; ein Beispiel (Ps 23,4 ):
- Luther 1524: Und ob ich schon wandert ym finstern tal, furcht ich keyn ungluck
- Zwingli 1525: Und ob ich schon vergienge […] in dem […] goew des schattens des tods, so wird ich übels nit fürchten[53]
- Zürich 1531: Vnd ob ich mich schon vergienge in das goew des toedtlichen schattens/ so wurde ich doch nichts übels foerchten

1529 hatte Zwingli die Psalmen noch einmal aus dem Hebräischen ins Lateinische übersetzt (postum gedruckt 1532). Hier zeigen sich seine seit 1525 verbesserten Hebräischkenntnisse, so dass vielfach ein Fortschritt gegenüber der deutschen Fassung von 1525 erkennbar ist. Die Zürcher Bibel von 1531 nutzte beide Übersetzungen Zwinglis, die «kritisch verglichen, geschickt verknüpft und auf weite Strecken wörtlich übernommen wurden».

## Drucklegung
Die Offizin Froschauer befand sich seit 1528 im Obmannamt, dem ehemaligen Barfüsserkloster. Froschauer hatte dort mehrere Räume vom Rat gemietet und vier Druckerpressen in Betrieb.
Die Zürcher Bibelübersetzung erschien in Lieferungen von 1524 bis 1529 in Folio. Der Kunde konnte diese Teile, da sie gleich gross waren, zusammen binden lassen und war dann 1529 im Besitz einer kompletten Bibel. Aber erst ab 1530 druckte Froschauer Vollbibeln mit einem Gesamttitelblatt. Nachdem der Übersetzerkreis 1529 seine Arbeit abgeschlossen hatte, druckte Froschauer zunächst die ganze deutsche Bibel 1530 ohne Illustrationen im Oktavformat. Das war eine handliche, vergleichsweise günstige Bibelausgabe, die man auf Reisen mit sich tragen konnte.
1531 druckte Froschauer dann die Foliobibel als teure Prachtausgabe. Die Druckvorlage war eine Kombination verschiedener Editionen Froschauers:
- Pentateuch und Geschichtsbücher: Vollbibel in Oktav (1530)
- Apokryphen: Erstdruck der Apokryphen in Folio (1529)
- Poetische Bücher: Neuübersetzung, die sich von der Lutherbibel vollständig gelöst hat[58]
- Prophetenbücher: Erstdruck der Prophetenbücher in Folio (1529)
- Neues Testament: Separatdruck des Zürcher Neuen Testaments in Oktav (1530)

Eine Besonderheit der Zürcher Bibel besteht darin, dass die Apokryphen nicht wie in der Lutherbibel zwischen Altem und Neuem Testament eingeordnet sind, sondern als Einschub innerhalb des Alten Testaments nach den Geschichtsbüchern und vor den poetischen Büchern, also zwischen dem Buch Ester und dem Buch Ijob. Die Reihenfolge der Apokryphen weicht von der Lutherbibel ab, auch enthält die Zürcher Bibel von 1531 mehr Apokryphen als die Lutherbibel (3. Buch Esra, 4. Buch Esra, 3. Buch der Makkabäer). Im Neuen Testament übernahm die Zürcher Bibel die Reihenfolge der Lutherbibel und rückte Hebräerbrief und Jakobusbrief hinter die beiden Petrusbriefe und die drei Johannesbriefe.
Da die Vorlagen im Blick auf Morphologie und Phonologie unterschiedlich waren, wurden sie für die Zürcher Bibel von 1531 vereinheitlicht, während der Wortschatz stärker oberdeutsch ist als in der Vollbibel von 1530. Letztere war vielleicht auch für eine Kundschaft im mitteldeutschen Raum bestimmt, während Froschauer mit der Prachtbibel von 1531 eher eine Schweizer Kundschaft ansprechen wollte.

### Gelehrte Beigaben
Für die Foliobibel von 1531 wurden ein Vorwort, ein Stichwortregister und Kapitelsummarien neu erarbeitet. Parallelstellen und Glossen erschliessen den Bibeltext.

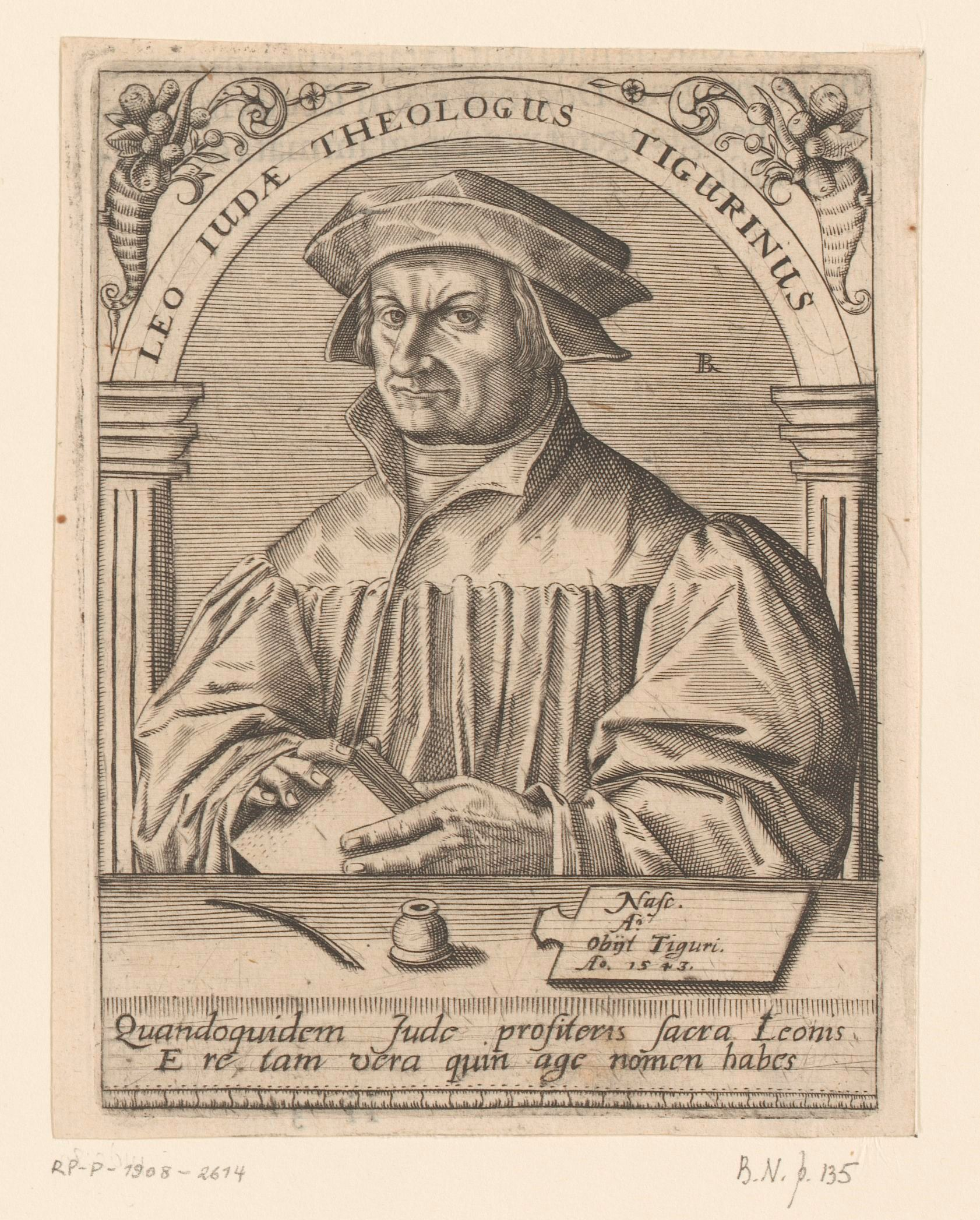
Postumes Porträt Leo Juds (Theodor de Bry, 1597/99, Rijksmuseum Amsterdam)

- Im zehnseitigen Vorwort wendet sich ein anonymes «wir» an den Leser. Dieser wird in der Tradition des Erasmus ermahnt, sich auf die Bibellese einzustimmen, damit er innerlich ruhig und unabgelenkt den Text aufnehmen kann. Wenn ihn Inhalte beim Lesen irritieren, solle er seine eigene Unkenntnis berücksichtigen; es könne sich aber auch um einen Fehler des Druckers handeln. Es geht beim Bibellesen demnach um Wissensvermittlung. Allerdings werde der Beistand des Heiligen Geistes benötigt, und das Ziel sei die ewige Seligkeit.[61] In der Folge des Wormser Edikts wurden Exemplare der Lutherbibel von altgläubigen Obrigkeiten eingezogen und verbrannt. Die Vorrede prangert Bibelverbrennungen als unchristlich an. Zwar könnten einzelne Fehlübersetzungen in reformatorischen Bibeln nicht ausgeschlossen werden, dabei handle es sich aber um Flüchtigkeitsfehler, die keine Zerstörung der Heiligen Schrift rechtfertigten. Dass es im protestantischen Raum verschiedene Bibelübersetzungen gab, solle niemanden irritieren. Es seien in der Kirchengeschichte stets gute Zeiten für die Christenheit gewesen, in denen yede kirchen ein besundere translation hatte.[62] Sodann wird das Verhältnis der Zürcher Bibel zur Wittenberger Übersetzung bestimmt: Die Zürcher Gelehrten bekannten sich dazu, die Lutherbibel im Pentateuch und in den Geschichtsbüchern zugrunde gelegt zu haben (im Neuen Testament auch, aber das wird gar nicht erwähnt). Man habe aber etliche wörtli … nach unserem oberlendischen teütsch … geenderet und bei verschiedenen Bibelstellen den Sinn klärer und verstäntlicher wiedergegeben – das Urteil darüber wird dem Leser überlassen. Die masoretische Vokalisation des hebräischen Textes und die Kommentare der Rabbinen seien unzuverlässig. Die griechische Texttradition der Septuaginta sei wertvoll, wenn auch der hebräische Text den Vorzug verdiene. Die deutsche Übersetzung der Zürcher Bibel sei nicht wortwörtlich, weil das bei der Verschiedenheit der Sprachen nicht sinnvoll, ja geradezu abergläubisch sei. Um das Bibellesen angenehmer zu machen, habe man schöne neue Lettern verwendet und Illustrationen hinzugefügt.[63] Ein Durchgang durch die biblischen Bücher schliesst sich an. Der Verfasser steht hier ganz in der Tradition des Erasmus, so wird das Evangelium immer wieder als Lebenslehre und Lebensregel bezeichnet. Man begegne beim Bibellesen Jesus Christus in persönlicher Weise, wie etwa der Brief eines Freundes diesen beim Lesen gegenwärtig werden lasse.[64] Traditionell galt Zwingli als Verfasser des Vorworts. Aus stilistischen Gründen weist Jürgen Quack das Vorwort Leo Jud zu.[65] Auch Traudel Himmighöfer vermutet eine Verfasserschaft Juds, der mit dem Werk des Erasmus besonders vertraut war.[66]

- Das Stichwortregister (ein kurtzer zeiger der fürnemsten hystorien vnnd gemeinsten articklen) sollte dem Leser bei der Suche nach bestimmten Bibelstellen eine praktische Hilfe sein. Es geht zurück auf das Zeygerbüechlin der heiligen geschrifft des Ulmers Jörg Berckenmeyer, das Froschauer bereits seit 1525 seinen Editionen des Neuen Testaments beigab. Für die Bibelausgabe von 1531 wurde es überarbeitet, erweitert und umfasste nun 8 ½ Seiten, «recht eigentlich eine Miniaturdogmatik für Laien».[67] Der Zeiger verzeichnet für rund 650 Stichwörter die biblischen Fundstellen.[68] Da Bibelverse noch nicht durchnummeriert wurden, gliederte die Zürcher Bibel von 1531 in den meisten biblischen Büchern den Text jedes Kapitels in Absätze, die am Seitenrand mit lateinischen Buchstaben bezeichnet waren. Über Berckenmeyers Zeygerbüechlin hinaus enthält das Stichwortregister auch rund 400 biblische Orts- und Personennamen, vergleichbar den Concordantiae maiores in zeitgenössischen Vulgata-Ausgaben.[68]
- Ein alphabetisches Register der biblischen Bücher mit ihren Abkürzungen erschliesst dem Leser, in welchem der beiden Teile und auf welchem Blatt die betreffende biblische Schrift in der Zürcher Bibel beginnt.
- Die Kapitelsummarien sind kurze Inhaltsangaben, die bei den meisten biblischen Büchern in kleiner Schrift am Beginn jedes Kapitels gedruckt wurden. Sie sind eine Neuerung im deutschsprachigen Bibeldruck der Reformationszeit. Die alttestamentlichen Prophetenbücher und Psalmen werden in den Kapitelsummarien immer wieder auf Jesus Christus bezogen.[69]
- Am Seitenrand finden sich fast 15'000 biblische Parallelstellen, die besonders die Zusammengehörigkeit von Altem und Neuem Testament aufweisen sollen, entsprechend Zwinglis Bundestheologie: «Ein einziger Bund fügt Altes und Neues Testament zusammen. Zwischen beiden besteht nur ein akzidenteller Unterschied, in ihrer Substanz unterscheiden sich Alter und Neuer Bund nicht.»[70]
- Die wenigen Text- und rund 1800 Randglossen dienen unterschiedlichen Zwecken. Sie erläutern schwierige Begriffe, biblische Namen, Fremdwörter oder Helvetizismen. Für das humanistisch gebildete Publikum bot die Zürcher Bibel von 1531 auch Hinweise auf rhetorische Figuren im Bibeltext, verwies rund 70 Mal in den Randglossen auf ausserbiblische antike Autoren (vor allem Cicero und Josephus) und erläuterte textkritisch schwierige Stellen. Häufig wird die Aufmerksamkeit des Lesers durch Aufforderungen wie merck, bedenk oder lůg auf pädagogisch-moralische Lehren aus dem Bibeltext gelenkt. In weiteren, sentenzartig formulierten Glossen stellte sich die reformierte Theologie und Ethik selbst dar, während katholische, täuferische oder lutherische Anschauungen korrigiert wurden.[71]

### Künstlerische Ausstattung

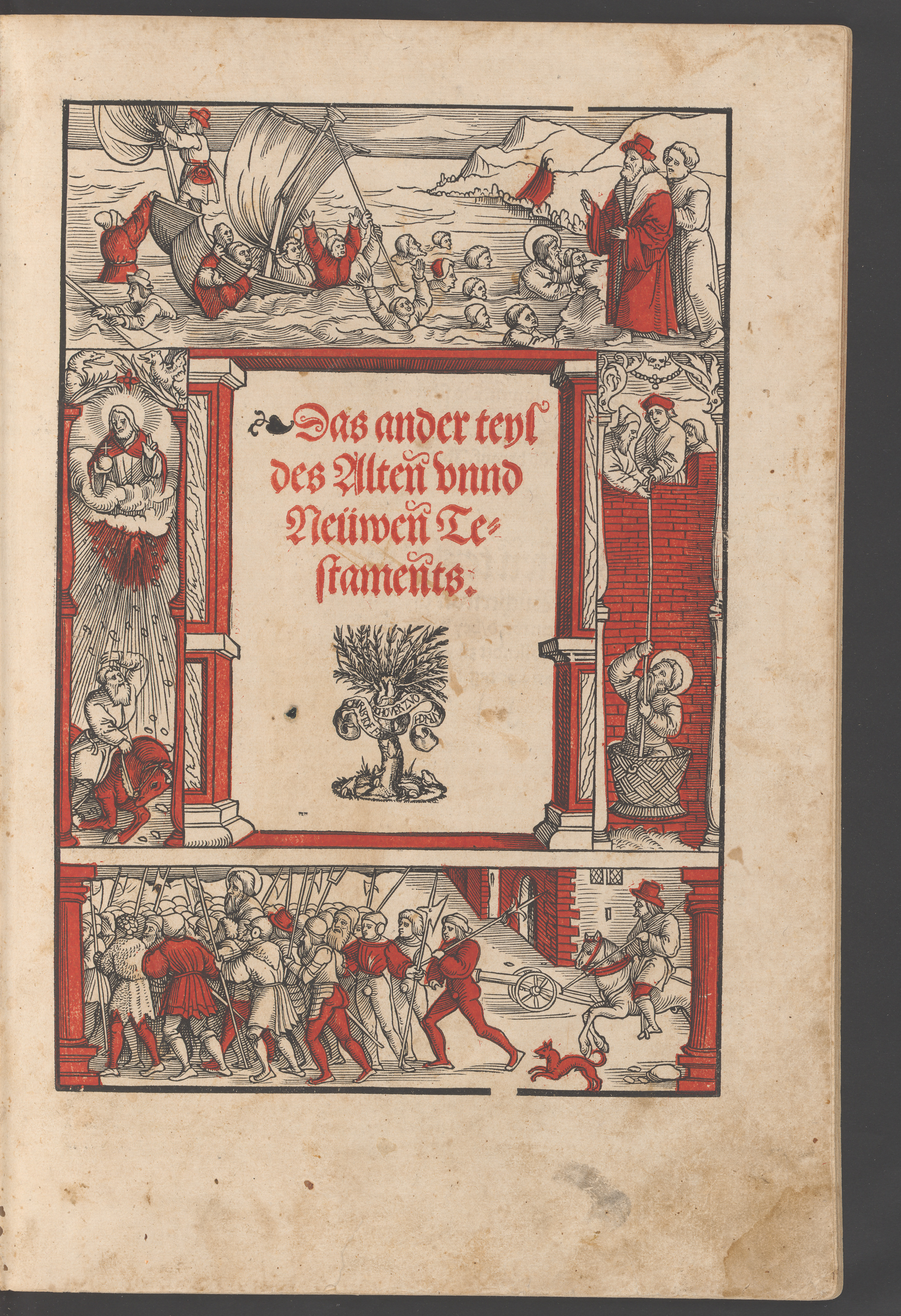
Titelblatt des zweiten Teils

Die Zürcher Bibel von 1531, ein zweispaltiger Druck mit 50 Zeilen je Spalte, ist mit zwei Titelholzschnitten, einem Kopfholzschnitt (zum Beginn der Genesis), 198 Illustrationen zum Bibeltext und 216 Bildinitialen ungewöhnlich reich und hochwertig illustriert. Eine «Augenweide» sei dieser Bibeldruck, urteilt F. Bruce Gordon: «Mit ihren schönen Lettern, eleganten Marginalien und Illustrationen war diese Bibel mit nichts zu vergleichen, das bisher in Zürich gedruckt worden war. Zweifellos war sie Froschauers bestes Werk und der Gipfel biblischer Gelehrsamkeit in Zwinglis Zürich.»
Froschauer teilte den Bibeltext in zwei etwa gleich umfangreiche Teile mit getrennter Paginierung auf:
- Pentateuch, Geschichtsbücher, Apokryphen: 342 (CCCXLII) Blätter
- Poetische Schriften, Prophetenbücher, Neues Testament: 322 (CCCXXII) Blätter

#### Illustrationen

##### Titelholzschnitte
Das Titelblatt des ersten Teils (Pentateuch, Geschichtsbücher und Apokryphen) wird dem Zürcher Hans Leu dem Jüngeren zugeschrieben. Um den Buchtitel in Rotdruck und Froschauers Druckermarke legt sich ein durch Arkaden gegliederter, rot gehöhter Rahmen mit zwölf Szenen der Schöpfungsgeschichte. Die Zeichnung ist ganz traditionell und folgt dem Vorbild der Lyoner Vulgata von 1520. Dieser Rahmen wurde von Froschauer bereits 1525 für seine Ausgabe des Alten Testaments genutzt.
Das Titelblatt des zweiten Teils (Poetische Bücher und Prophetenbücher des Alten Testaments sowie Neues Testament) zeigt im schwarz-roten Rahmen vier Szenen aus dem Leben des Apostels Paulus nach der Darstellung der Apostelgeschichte: Bekehrung (links, vgl. Apg 9,1–9 ), Flucht aus Damaskus (rechts, vgl. Apg 9,25 ), Überführung des gefangenen Paulus nach Caesarea (unten, vgl. Apg 23,23–24 ) und Schiffbruch vor Malta (oben, vgl. Apg 27,33–44 ). Die Zeichnung kann von Hans Asper stammen, der Holzschnitt von Veit Specklin. Der Gefangenentransport nach Caesarea gibt Gelegenheit, zeitgenössische Landsknechte und eine Kanone darzustellen. Auch hier wurde ein älterer Rahmen wiederverwendet, den Froschauer bereits 1523 (Paraphrases des Erasmus) und 1524 (Zürcher Neues Testament) genutzt hatte.

##### Kopfholzschnitt zur Genesis

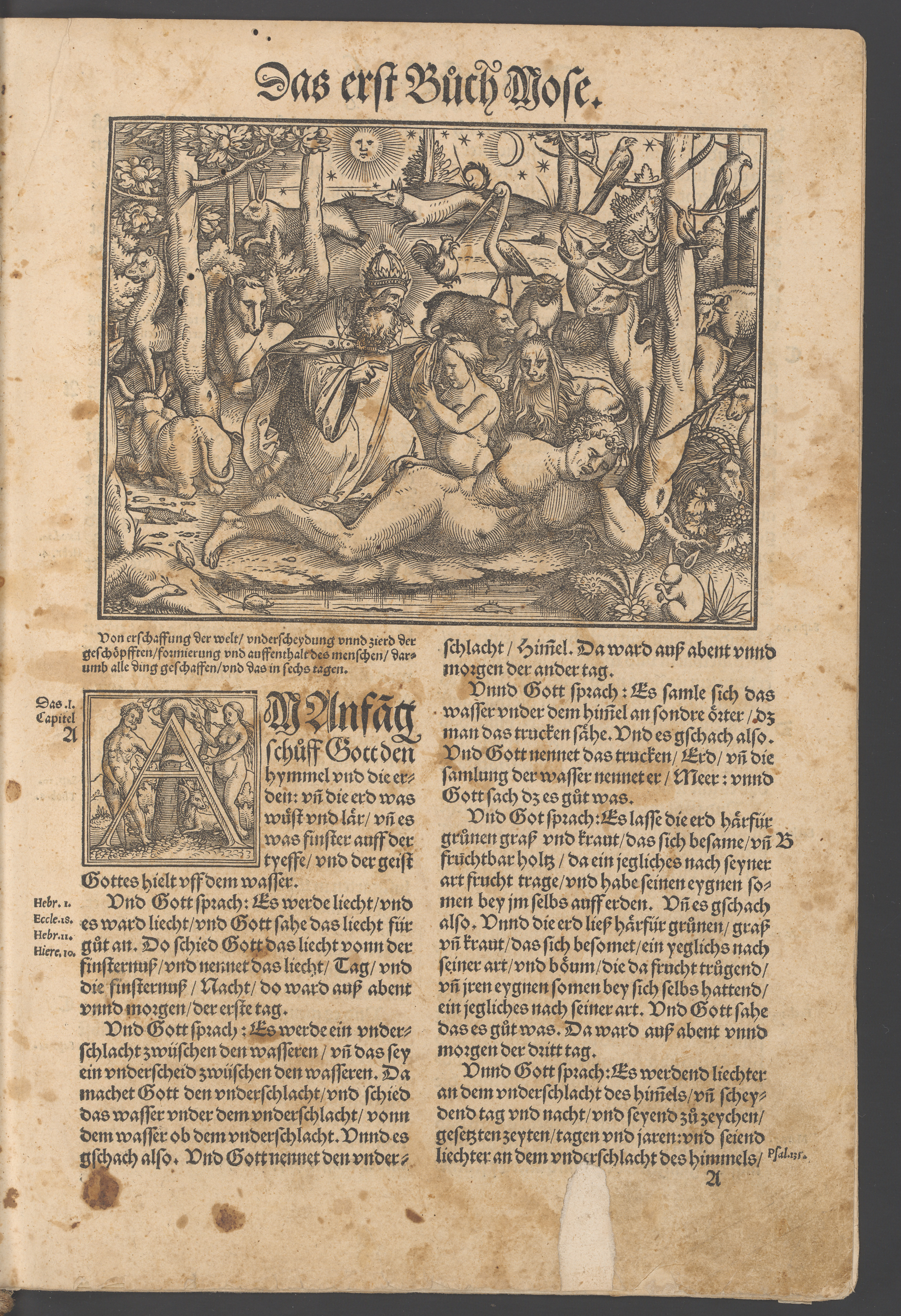
Kopfholzschnitt: Erschaffung Evas

Dem ersten Buch Mose ist eine Illustration zur Schöpfungsgeschichte vorangestellt, die fast die ganze Breite der beiden Textspalten füllt. Im Paradies (einem von verschiedenen Tierarten geradezu wimmelnden Wald) sieht man im Vordergrund die übergrosse Gestalt des schlafenden Adam. Hinter Adam stehend, lässt Gott-Vater, dargestellt als König mit weitem Mantel und Krone, eine deutlich kleinere Eva aus Adams Seite emporsteigen, die sich mit erhobenen Händen Gott zuwendet. Gottes linke Hand ruht auf Evas Kopf, mit der rechten Hand segnet er sie.
Als Künstler wird Hans Asper vermutet, der jedenfalls einen Holzschnitt von Hans Springinklee als Vorlage nutzte. «Alles wirkt etwas steif und überzeugt bestenfalls durch die feinen Kreuzstrichlagen.»

##### Holbeins Illustrationen zum Alten Testament
Froschauer bestellte bei Hans Holbein dem Jüngeren 118 Illustrationen zum Alten Testament, die den Bibeltext erklären sollten. Die Bildauswahl ist aber nicht unbedingt pädagogisch zu nennen. Sie zeigt eine Vorliebe für dramatische, gewalttätige und kriegerische Szenen; das Buch der Richter, das Buch Judit und die Makkabäerbücher sind daher besonders reich bebildert. Im Vorwort heisst es, man habe Illustrationen zu biblischen Geschichten hinzugefügt und hoffe, die Lektüre dadurch lustig und angenaem zu machen.
Holbeins Zeichnungen stehen in der Tradition des Bildschmucks vorreformatorischer deutscher Bibeln wie auch zeitgenössischer Vulgatadrucke. Vor allem der Pentateuch und die historischen Bücher des Alten Testaments wurden illustriert sowie im Neuen Testament die Offenbarung des Johannes; die Illustration der Evangelien war dagegen, abgesehen von Evangelistenporträts, nicht üblich. 76 der von Froschauer bestellten 118 alttestamentlichen Illustrationen sind Kopien der Icones Holbeins, die 1538 in einer von den Gebrüdern Trechsel in Lyon gedruckten, für den katholischen Markt bestimmten Vulgata verwendet wurden. Das heisst, die (fast) gleichen Illustrationen Holbeins schmücken sowohl die reformierte Zürcher Bibel als auch die katholische Lyoner Vulgata. Der Künstler selbst positionierte sich im Konfessionsstreit kaum und richtete sich nach den Wünschen der Auftraggeber.

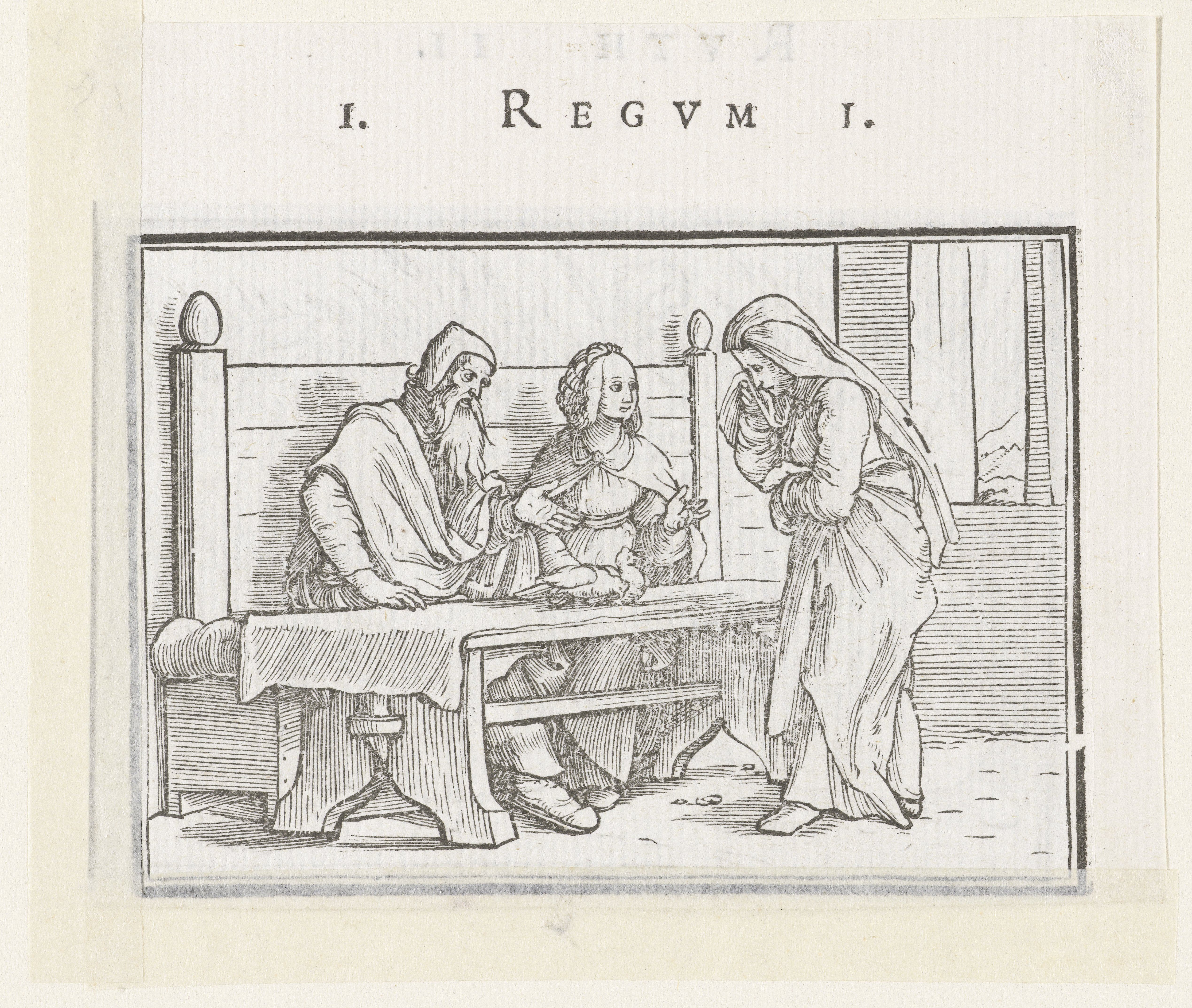
Illustration zu 1 Samuel 1, Holzschnitt nach der gleichen Zeichnung Holbeins in der Lyoner Vulgata von 1538 (Rijksmuseum Amsterdam)

Holbeins Illustrationen «befleissigen sich innerhalb der traditionellen Konzepte grosser Textnähe. Mit höchstem Kunstvermögen vereinigen sie Einfachheit, Klarheit und Präzision.» Ein Beispiel dafür, wie Holbein eine biblische Erzählung veranschaulicht, ist der Konflikt, der am Beginn des Ersten Buchs Samuel dargestellt wird (1 Sam 1,1–8 ): Der Israelit Elkana hat zwei Frauen, Hanna und Peninna. Hanna, die er liebt, ist kinderlos, Peninna aber hat ihm Kinder geboren. Sooft Elkana mit seiner Familie das Heiligtum in Schilo besucht, erhält Peninna Gelegenheit, ihre Konkurrentin zu demütigen. Und nun Holbeins Illustration: Elkana und Peninna sitzen in einem Innenraum auf einer Holzbank hinter einem Tisch, vor sich die zwei Tauben für das anstehende Opfer. Beide Personen wenden sich Hanna zu, die weinend und gebeugt vor ihnen steht: die neben Hanna sitzende Peninna provozierend, Elkana ermutigend, aber aus der Distanz sprechend.

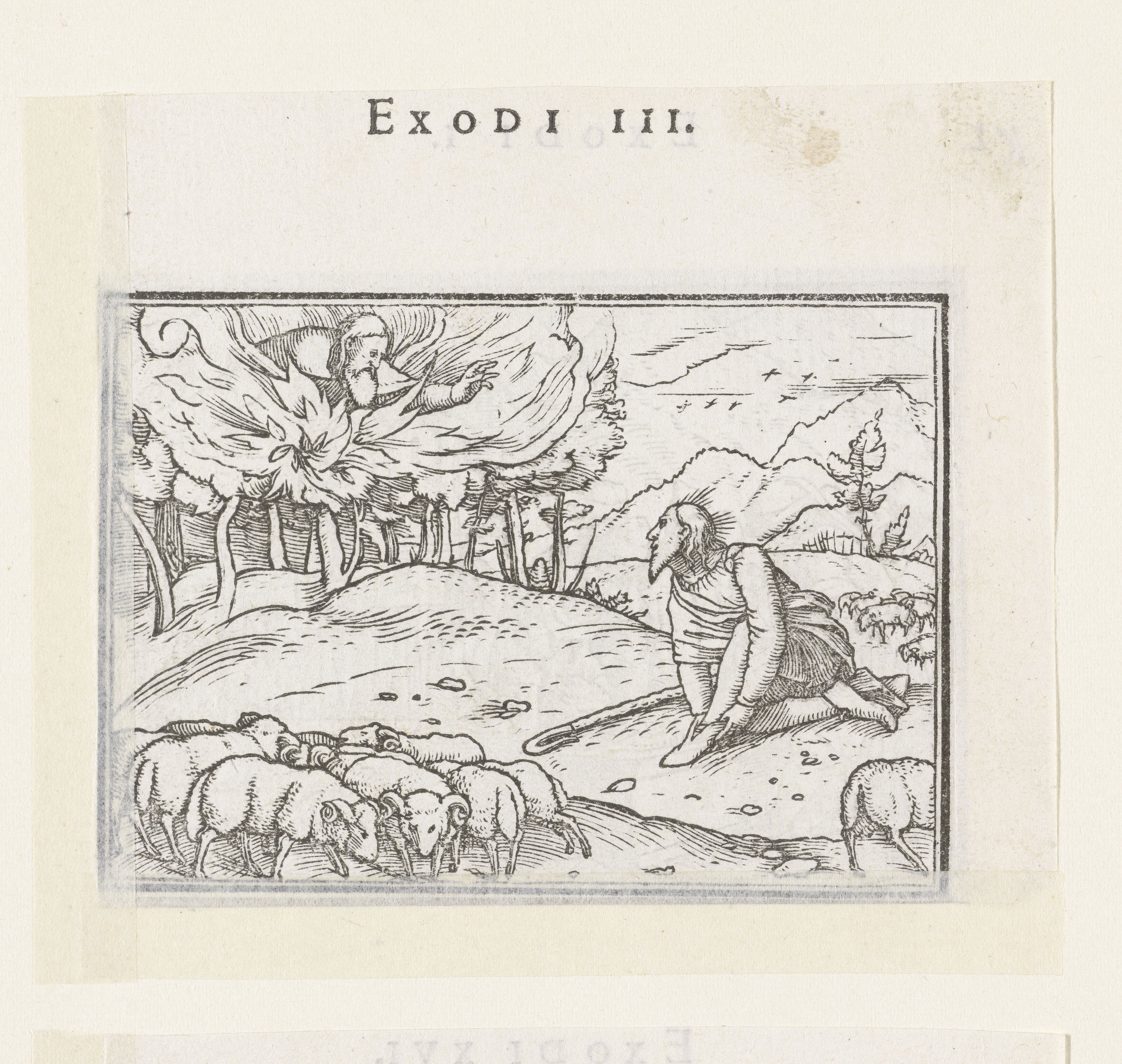
Illustration zu Exodus 3, Holzschnitt nach der gleichen Zeichnung Holbeins in der Lyoner Vulgata von 1538 (Rijksmuseum Amsterdam)

Indem Froschauer der Tradition der Bibelillustration in seiner Prachtbibel von 1531 treu blieb, akzeptierte er auch traditionelle Gottesdarstellungen, die in Spannung zum reformierten Bilderverbot standen. Gott-Vater wird in der Zürcher Bibel von 1531 regelmässig als Brustbild eines Mannes mit wallendem Haar und Vollbart in einer Wolke oder als Ganzkörperfigur eines Königs dargestellt. Ein Beispiel ist die im 3. Kapitel des Buchs Exodus beschriebene Gottesoffenbarung (Ex 3,1–5 ): Eine Schafherde im Vordergrund deutet an, dass Mose als Hirte unterwegs ist. Im Hintergrund sieht man ein Gehölz, über das sich eine grosse Wolke gelagert hat. In deren Mitte lodert ein Feuer, und darüber zeigt sich Gott als bärtiger Mann, der Mose seine linke Hand entgegenstreckt, ihn offenbar anredend. Mose, ganz auf diese Erscheinung hin orientiert, ist im Begriff, die Schuhe auszuziehen, wie Gott ihn geheissen hat.
Besonders massiv ist der Anthropomorphismus in der Illustration zu Psalm 109 (110): Jesus Christus und Gott-Vater (in Gestalt eines alten bärtigen Mannes) thronen gekrönt über den Wolken, zwischen beiden schwebt der Heilige Geist in Gestalt einer Taube. «Dass sie [= die Zürcher Reformatoren] damit den Psalm trinitarisch auslegten, ist das eine, dass sie aber wagten, die Trinität traditionell in solcher Weise abzubilden, das andere.»

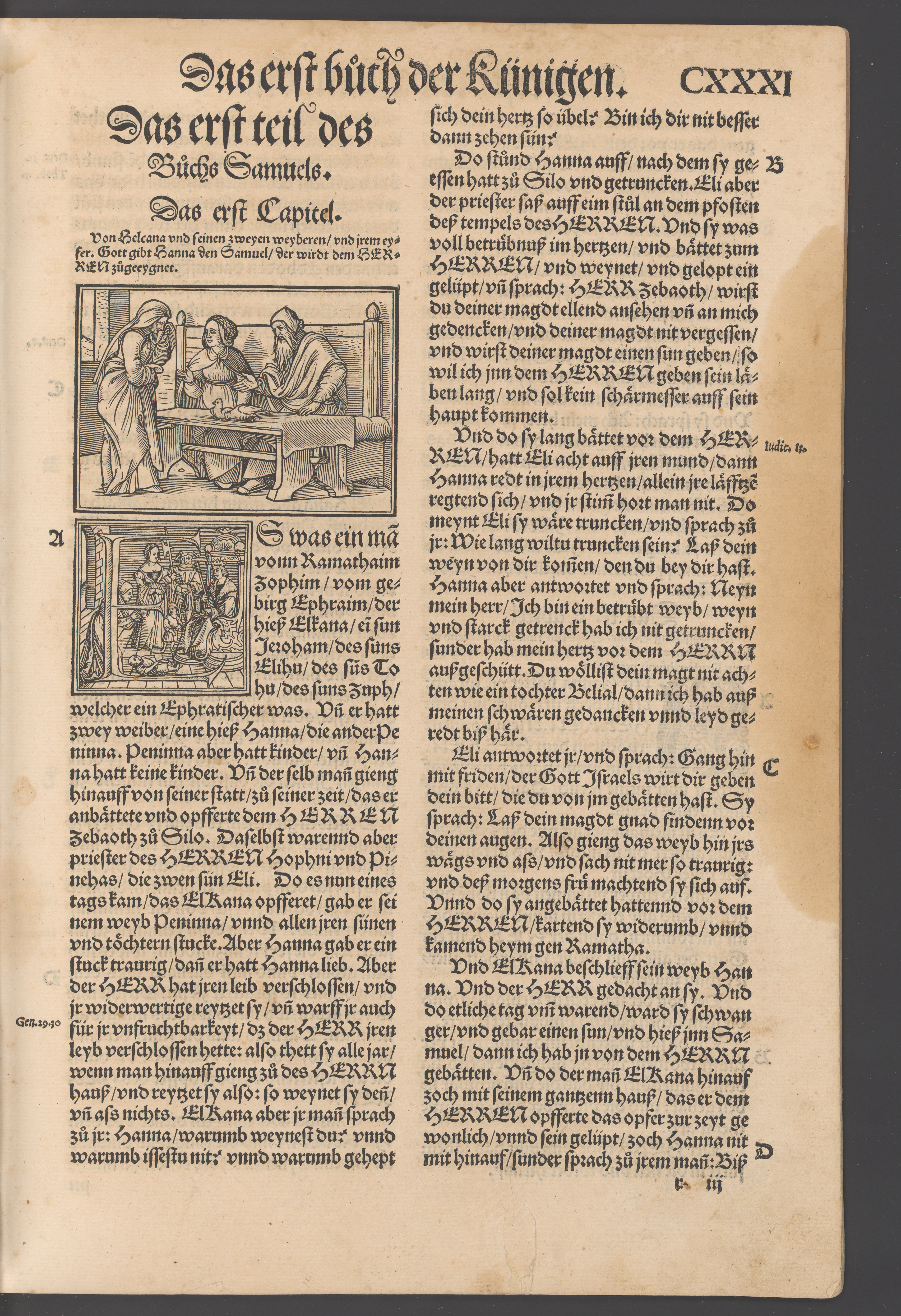
1 Samuel 1
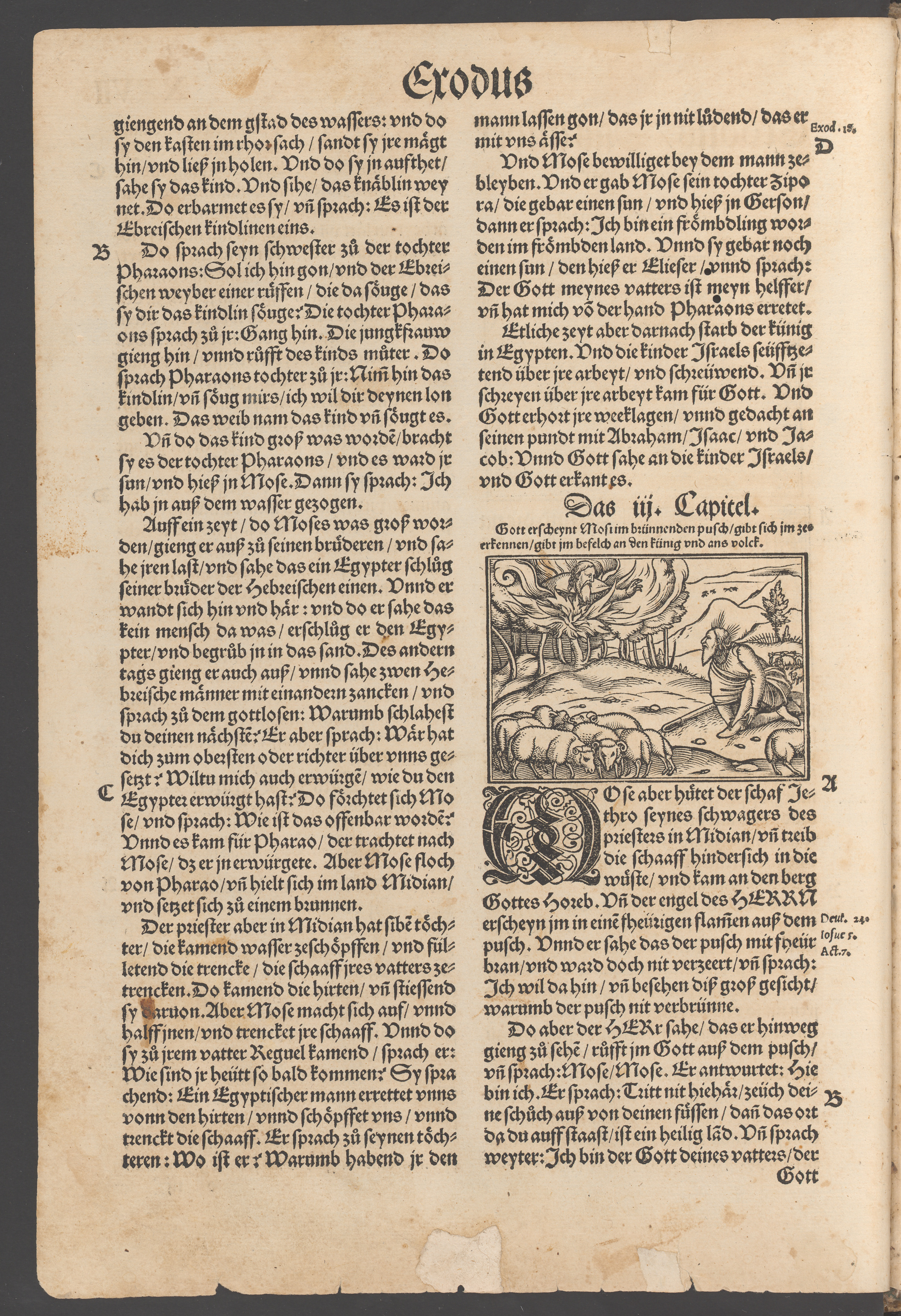
Exodus 3
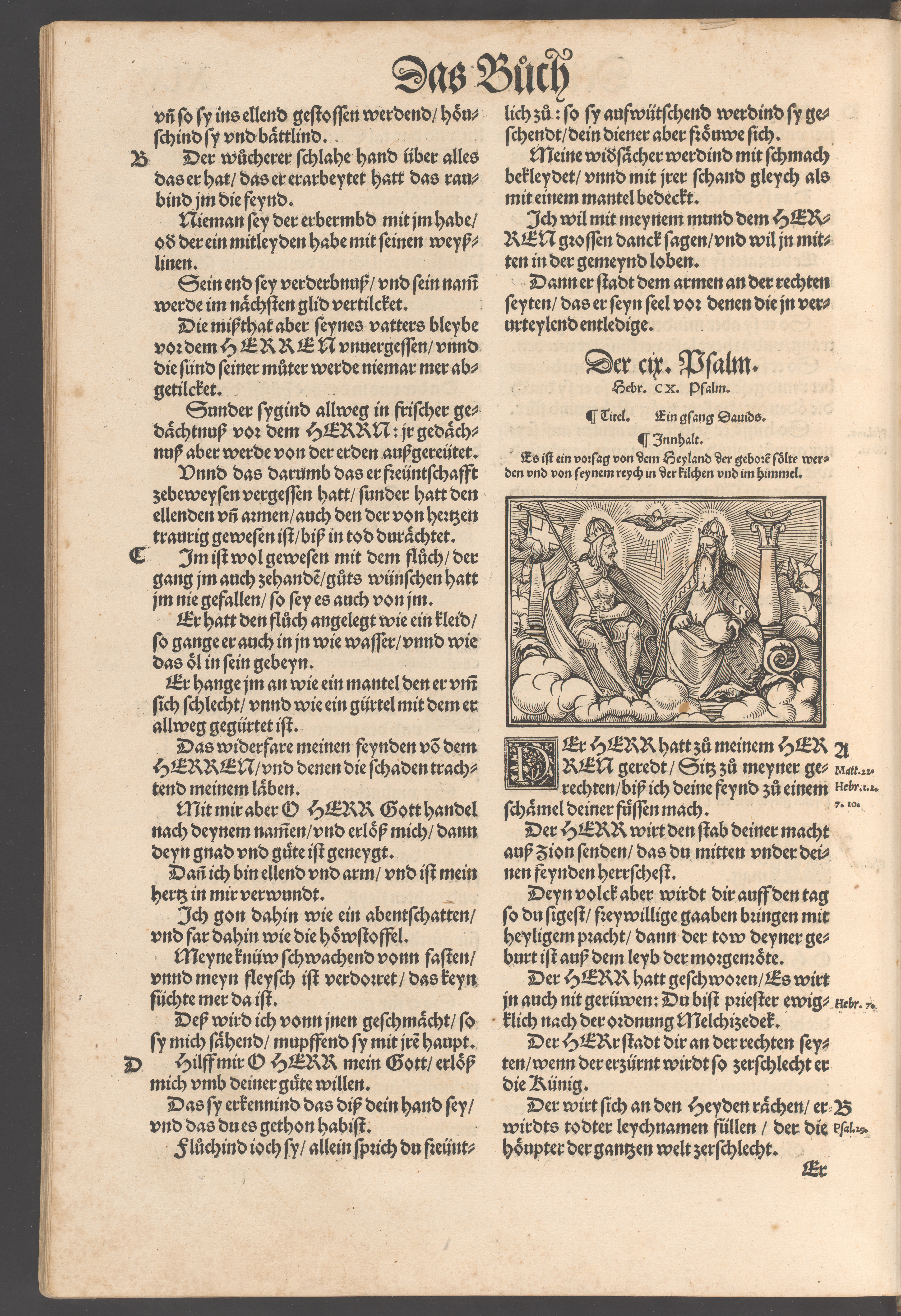
Psalm 109 (110)

##### Holbeins Zyklus zur Offenbarung des Johannes

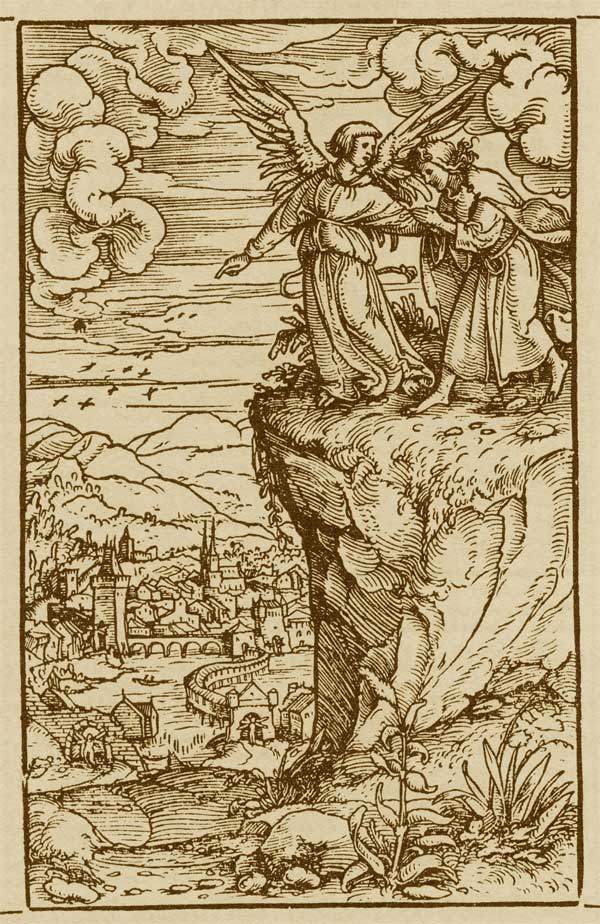
Der Engel zeigt dem Seher das Neue Jerusalem (Zürcher Bibel von 1531, Teil 2, fol. cccxxi^{v})

Froschauer gab eigens für die Bibel von 1531 bei Holbein einen Holzschnitt-Zyklus zur Offenbarung des Johannes in Auftrag. Aber dieser wurde nicht rechtzeitig fertig. Daher musste Froschauer zur Illustration der Offenbarung auf Bildstöcke des Basler Druckers Thomas Wolff zurückgreifen. Holbein hatte die dafür verwendeten Zeichnungen bereits für ein 1523 von Wolff gedrucktes Neues Testament angefertigt. Der Holzschnitt-Zyklus aus der Cranachwerkstatt in Luthers Septembertestament diente ihm als Vorbild; eine Besonderheit ist die Darstellung des Neuen Jerusalem, in dem man die Stadt Luzern wiedererkennt: die Museggmauer, die Stiftskirche und die Kapellbrücke mit dem Wasserturm.

#### Schrifttypen
Für die Grundschrift wurden neue, ästhetisch ansprechende, klare Schwabacher Lettern hergestellt, wohl auch in Froschauers Offizin gegossen. Sie haben einen Schriftkegel von 5,7 mm, 15 Punkt Didot. Dies ist nach der Klassifikation von Konrad Haebler eine Schwabacher M81, die eine sehr gute Lesbarkeit gewährleistet. Die Kapitelüberschriften sind in Fraktur (22 Punkt Didot), die darunter gesetzten Inhaltsangaben in einer kleinen Schwabacher (10 Punkt Didot). Für die Seitenüberschriften nutzte die Offizin Froschauer «Fraktur in Canon-Schriftgrösse mit leicht verzierten Versalien», für die am Seitenrand gebotenen biblischen Parallelstellen «Antiqua-Kursiv mit noch aufrechten Versalien».

## Verkauf
Das Kolophon des ersten Teils datiert den Druck auf den 12. Mai 1531. Für den zweiten Teil fehlt ein solcher Vermerk, doch ist ein etwa gleichzeitiger Druck anzunehmen. Die sorgfältige Ausführung erforderte mehrere Wochen. In den Verkauf kam die Zürcher Prachtbibel deshalb wohl erst bei der Frankfurter Herbstmesse 1531. Die Auflagenhöhe betrug mindestens 3000 Exemplare. Diese Prachtbibel kostete gebunden 3 ½ Gulden oder 7 Pfund, dazu einen Batzen für den Buchbinder (1 Gulden = 2 Pfund = 16 Batzen). Obwohl ihr Preis hoch war – mehr als ein halber Monatslohn eines Zürcher Handwerksmeisters –, war die erste Auflage der Zürcher Bibel schnell verkauft.

## Revisionsgeschichte
Luther beanspruchte seine Bibelübersetzung als eine Art geistiges Eigentum (juristisch kannte das 16. Jahrhundert diesen Begriff noch nicht). Die Lutherbibel wurde zwar in Wittenberg bis zu Luthers Tod revidiert, aber Luther präsidierte dabei und entschied über die Änderungen. Daher konnte die eigenmächtige Überarbeitung, die in Zürich stattfand, nicht seine Billigung finden. Er äusserte sich mehrfach abfällig über die verschiedenen Teile und Ausgaben der Zürcher Bibel. Die von Leo Jud angefertigte Übersetzung der Apokryphen nannte er unbedeutend (mirum quam nihili sunt), die besonders schwierige Übersetzung der Prophetenbücher, mit der die Zürcher den Wittenbergern zuvorgekommen waren, zeige Zwinglis Hochmut (translatio superbissima). Zwingli, den Luther als Hauptübersetzer ansah, fehle der Respekt vor den Fürsten. In der Vorrede von 1531 zeigen sich die Zürcher über Luthers Kritik erstaunt. Indem sie die Lutherbibel benutzten, bewiesen sie ihrer Meinung nach Respekt vor der Arbeit der Wittenberger. Dafür, dass sie hier und da den Wortschatz änderten und bessere Formulierungen fanden, hätte der «Dolmetscher» (= Luther) sie lieben und nicht hassen sollen – wenn es ihm allein um die Ehre Gottes ginge. Für Zwingli und seinen Mitarbeiterkreis waren nur die hebräischen, aramäischen und griechischen Texte Heilige Schrift; Übersetzungen sollten darum wettstreiten, den Sinn des Textes möglichst gut zu treffen. Ihr Vergleich sei lehrreich. Hier ist man an die Bibellektionen der Prophezei erinnert, bei denen vor Publikum Übersetzungen erstellt und diskutiert wurden.
Während die Lutherbibel in ihrer Fassung «letzter Hand» nach Luthers Tod als eine Art Vermächtnis des Reformators über die Jahrhunderte gehütet wurde, hatte Zwinglis Tod in der Schlacht bei Kappel (11. Oktober 1531) keine entsprechende Hochschätzung für die Zürcher Bibel von 1531 zur Folge. Wie es Zwinglis Intentionen entsprach, ging die Arbeit in der Prophezei weiter; Zwinglis Part übernahm Theodor Bibliander. Froschauer druckte weitere Bibeln deutsch und lateinisch, ein griechisches Neues Testament (1547) und eine englische Bibel (1550). Für die deutsche Foliobibel von 1539/40 revidierte Michael Adam, ein konvertierter Jude, die Übersetzung des Alten Testaments gründlich.

## Texteditionen
- Die gantze Bibel / der ursprünglichen ebraischen und griechischen Waarheyt nach auffs aller treüwlichest verteütschet. Verkleinerte faksimilierte Ausgabe des Exemplars in der Zentralbibliothek Zürich, mit einem Nachwort von Hans Rudolf Lavater: Die Zürcher Bibel 1531 – Das Buch der Zürcher Kirche. TVZ, Zürich 1983.
- Jch bin das brot des läbens. Neues Testament und Psalmen. Wortlaut der Froschauer-Bibel 1531 und Übersetzung der Zürcher Bibel 2007. Hrsg. von der Evang.-ref. Kirchgemeinde Grossmünster. TVZ, Zürich 2018, ISBN 978-3-290-18175-8.
- Es werde liecht. Altes Testament. Wortlaut der Froschauer-Bibel 1531 und Übersetzung der Zürcher Bibel 2007. Hrsg. von der Evang.-ref. Kirchgemeinde Grossmünster. 2 Bände. TVZ, Zürich 2022, ISBN 978-3-290-18506-0.

### Sammelbände
- Martin Rüsch, Urs B. Leu (Hrsg.): Getruckt zů Zürich: ein Buch verändert die Welt. Orell Füssli, Zürich 2019, ISBN 978-3-280-05703-2.
- Christoph Sigrist (Hrsg.): Die Zürcher Bibel von 1531: Entstehung, Verbreitung und Wirkung. TVZ, Zürich 2011, ISBN 978-3-290-17579-5.

### Artikel und Monographien
- Jan-Andrea Bernhard: Die Prophezei (1525–1532) – Ort der Übersetzung und Bildung. In: Martin Rüsch, Urs B. Leu (Hrsg.): Getruckt zů Zürich: ein Buch verändert die Welt. Orell Füssli, Zürich 2019, S. 93–113.
- Christine Christ-von Wedel: Zu den Illustrationen in den Zürcher Bibeln. In: Martin Rüsch, Urs B. Leu (Hrsg.): Getruckt zů Zürich: ein Buch verändert die Welt. Orell Füssli, Zürich 2019, S. 115–136.
- Werner Besch: Lexikalischer Wandel in der Zürcher Bibel. Eine Längsschnittstudie. In: Vilmos Ágel, Andreas Gardt, Ulrike Haß-Zumkehr, Thorsten Roelcke (Hrsg.): Das Wort – Seine strukturelle und kulturelle Dimension. Festschrift für Oskar Reichmann zum 65. Geburtstag. De Gruyter, Berlin/Boston 2011, S. 279–296.
- Hans Byland: Der Wortschatz des Zürcher Alten Testaments von 1525 und 1531 verglichen mit dem Wortschatz Luthers. Berlin 1903 (Digitalisat).
- Emil Egli: Zwingli als Hebräer. In: Zwingliana 1/8, 1900, S. 153–158.
- Adolf Fluri: Bern und die Froschauerbibel: mit besonderer Berücksichtigung der sog. Täufertestamente. In: Blätter für bernische Geschichte, Kunst und Altertumskunde, Band 18. Heft 3–4. 1922. S. 218–266 (Digitalisat).
- Walter Haas: Etliche wörtly geenderet: Luthers Bibel und die Zürcher Bearbeitung. In: Norbert Richard Wolf (Hrsg.): Martin Luther und die deutsche Sprache – damals und heute. Universitätsverlag Winter, Heidelberg 2017, ISBN 978-3-8253-6814-2, S. 167–186.
- Traudel Himmighöfer: Die Zürcher Bibel bis zum Tode Zwinglis (1531): Darstellung und Bibliographie. (= Veröffentlichungen des Instituts für Europäische Geschichte Mainz, Abteilung Religionsgeschichte, Band 154). Von Zabern, Mainz 1995, ISBN 978-3-8053-1535-7. Digitalisat
- Wilfried Kettler: Die Zürcher Bibel von 1531. Philologische Studien zu ihrer Übersetzungstechnik und den Beziehungen zu ihren Vorlagen. Peter Lang, Bern u. a. 2001, ISBN 978-3-906755-74-8.
- Hans Rudolf Lavater-Briner: Die Froschauer-Bibel 1531. In: Christoph Sigrist (Hrsg.): Die Zürcher Bibel von 1531: Entstehung, Verbreitung und Wirkung. TVZ, Zürich 2011, S. 64–170.
- Paul Leemann-van Elck: Der Buchschmuck der Zürcher Bibeln bis 1800: nebst Bibliographie der in Zürich bis 1800 gedruckten Bibeln, Alten und Neuen Testamente. Bern 1938.
- Paul Leemann-van Elck: Die Offizin Froschauer, Zürichs berühmte Druckerei im 16. Jahrhundert: ein Beitrag zur Geschichte der Buchdruckerkunst anlässlich der Halbjahrtausendfeier ihrer Erfindung. Orell Füssli, Zürich 1940.
- Urs B. Leu: Die Froschauer-Bibeln und ihre Verbreitung in Europa und Nordamerika. In: Christoph Sigrist (Hrsg.): Die Zürcher Bibel von 1531: Entstehung, Verbreitung und Wirkung. TVZ, Zürich 2011, S. 26–63.
- Herbert Migsch: Huldreich Zwinglis hebräische Bibel. In: Zwingliana. 32, 2005, S. 39–44.
- Herbert Migsch: Noch einmal: Huldreich Zwinglis hebräische Bibel. In: Zwingliana. 36, 2009, S. 41–48.
- George R. Potter: Zwingli and the Book of Psalms. In: The Sixteenth Century Journal. 10/2, 1979, S. 42–50.
- Jürgen Quack: Evangelische Bibelvorreden von der Reformation bis zur Aufklärung. Mohn, Gütersloh 1975.
- Walter Schenker: Die Sprache Huldrych Zwinglis im Kontrast zur Sprache Luthers. De Gruyter, Berlin/New York 1977.